# Glodosu, Novoukraiinka
Glodosu, potrivit altei surse Glodoși (în ucraineană Глодоси) este localitatea de reședință a comunei Glodosu din raionul Novoukraiinka, regiunea Kirovohrad, Ucraina.

## Demografie
Componența lingvistică a localității Glodosu
     Ucraineană (96,77%)
     Română (1,95%)
     Alte limbi (1,1%)
Conform recensământului din 2001, majoritatea populației localității Glodosu era vorbitoare de ucraineană (96,77%), existând în minoritate și vorbitori de română (1,95%).